# Hélion de Villeneuve
Hélion de Villeneuve (Provence-Alpes-Côte d’Azur, 1270 – Rodosz, 1346) a Jeruzsálemi Szent János Ispotályos Lovagrend provence-i születésű nagymestere, Szent Rozalin fivére volt.

## Élete
Villeneuve-öt XXII. János pápa nevezte ki nagymesternek 1319 júniusban, miután rábeszélte a rend tagjai számára elfogadhatatlan Foulques de Villaret lemondását. A nagymester 1319 és 1332 között Európában tartózkodott, nem utazott Rodoszra, a johanniták központjába. Ebben az időben a nyugat-európai hatalmak egy része szerette volna megszerezni a rend birtokainak, vagyonának egy részét. A rend helyzetét nehezítette azt is, hogy a perjelségekben burjánzott a korrupció, emiatt a johanniták hatalmas adósságot halmoztak fel. Villeneuve többször is összehívta a nagykáptalant Provance-ban, hogy a helyzet megoldásáról egyeztessenek.
A pápa segítségével folytatta a harcot a Templomosok földjeinek megszerzéséért is. Királyokkal, püspökökkel, arisztokratákkal tárgyalt Európa-szerte, mindazokkal, akik magukénak akarták vagy már el is foglalták ezeket a birtokokat. Ez az erőfeszítése a Portugál Királyság, a Kasztíliai Királyság és a Valenciai Királyság kivételével sikerrel járt. A megszerzett birtokok azonban igazgatási gondokat okoztak, ezért a rend új perjelségeket hozott létre Katalóniában, Aquitaniában, Toulouse-ban és Champagne-ban. A földek egy részét kénytelenek voltak eladni, hogy visszafizessék a Villaret idejében felhalmozott adósságot és kölcsönt vett fel több lombard banktól.
1332-ben a nagymester Rodoszra helyezte át székhelyét. Egy utazó így jellemezte őt 1335-benː „nagyon öreg és fukar ember, aki rengeteg kincset halmozott fel, sokat építkezett Rodoszon és megszabadította az ispotályosokat a hihetetlen adósságtól.”
Villeneuve nagymestersége alatt a rend egyre aktívabban vett részt a muzulmánok elleni tengeri akciókban. 1334 őszén a Szent Liga soraiban harcoltak a rend gályái is az edremiti csatában, majd elfoglalták Leszboszt, 1337-ben pedig visszaszerezték Koszt. 1344-ben részt vállaltak a Szmirna ellen indított hadjáratban is.